# Parlament d'Hamburg

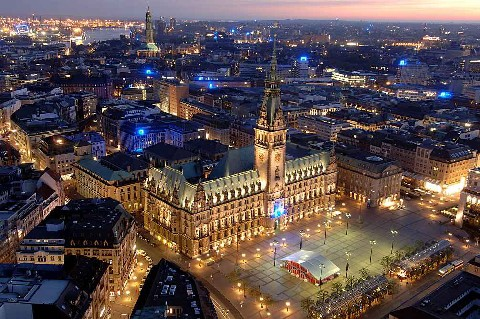
Ajuntament d'Hamburg, seu del parlament

El Parlament d'Hamburg (en alemany: Hamburgische Bürgerschaft) és la unitat legisladora de l'estat alemany d'Hamburg d'acord amb la constitució d'Hamburg. El 2011 hi havia 121 membres al parlament, el que representa una quantitat relativament igual de districtes electorals. El Parlament està ubicat a l'ajuntament d'Hamburg.
El parlament és, entre altres coses responsable de la llei, de l'elecció del erster Bürgermeister (Primer Alcalde) per al període electoral i el control del Senat i del govern.
Els 121 membres són elegits per sufragi universal, directe, lliure, igual i secret cada quatre anys